# Fumiaki Uto
Fumiaki Uto (japanska: 宇都 文昭?, Uto Fumiaki), en japansk amatörastronom.
Minor Planet Center listar honom under namnet F. Uto och som upptäckare av 22 asteroider.

## Asteroider upptäckta av Fumiaki Uto
| 7253 Nara         | 13 februari 1993 |
| 7895 Kaseda       | 22 februari 1995 |
| 8041 Masumoto     | 15 november 1993 |
| 9648 Gotouhideo   | 30 oktober 1995  |
| (12844) 1997 JE10 | 9 maj 1997       |
| (14931) 1994 WR3  | 27 november 1994 |
| (18489) 1996 BV2  | 26 januari 1996  |
| (19309) 1996 UK1  | 20 oktober 1996  |
| (21810) 1999 TK19 | 9 oktober 1999   |
| (22904) 1999 TL19 | 9 oktober 1999   |
| (22976) 1999 VY23 | 13 november 1999 |

| (24756) 1992 VF   | 2 november 1992  |
| (25296) 1998 WD20 | 26 november 1998 |
| (27182) 1999 CL3  | 8 februari 1999  |
| (35254) 1996 BW2  | 26 januari 1996  |
| (44487) 1998 WC20 | 26 november 1998 |
| (49442) 1998 YD7  | 20 december 1998 |
| (49497) 1999 CM3  | 8 februari 1999  |
| (49707) 1999 VZ23 | 13 november 1999 |
| (56097) 1999 BC12 | 21 januari 1999  |
| (59834) 1999 RE37 | 9 september 1999 |
| (100327) 1995 QX  | 22 augusti 1995  |